# Nokia Lumia 920
Nokia Lumia 920 foi um smartphone desenvolvido pela Nokia, que executa o sistema operacional Windows Phone 8 (futuramente o modelo foi atualizado para o 8.1). Foi anunciado em 5 de setembro de 2012, e foi lançado em 2 de novembro de 2012. Tem 1,5 GHz de multinúcleo Qualcomm Krait CPU e um 114 mm (4,5") IPS TFT LCD, bem como uma alta sensibilidade com touchscreen capacitiva que é coberta pelo curvo Gorilla Glass. Ele suporta o carregamento indutivo (que pode ser carregada por serem colocados diretamente sobre uma almofada de carregamento) e é compatível com carregamento indutivo Qi; ainda, possui um 8,7 megapixels PureView com estabilização de imagem óptica para imagens fixas e vídeos. Ele vem com 32 GB de armazenamento interno, mas não possui slot para cartão, pelo que não pode ser expandido com cartões de memória. Seu touchscreen também pode ser usado com as luvas usadas pelo utilizador.
Como os consumidores se queixava da espessura e peso do telefone, Nokia afirmou que o Nokia Lumia sucessor do 920, o Catwalk Nokia, vai ser mais leve e mais fina e feito de alumínio, em vez de policarbonato.
Em dezembro de 2013, o modelo foi descontinuado pela Nokia